# ولز
ولز یا وِیلز ‎i‎/ˈweɪlz/‎ (به انگلیسی: Wales، تلفظ: وِیْلْز؛ به ولزی: Cymru) کشوری است که بخشی از بریتانیا است و مرکز آن، کاردیف است. ولز، در جنوب غربی جزیره بریتانیای کبیر واقع شده و از شرق با انگلستان هم‌مرز و در غرب رودخانه سورن (Severn)، واقع شده است.
جمعیت ولز بنابر سرشماری سال ۲۰۲۱ حدود ۳/۲ میلیون نفر است که اکثریت مردم آن به زبان انگلیسی صحبت کرده و بخشی در حدود یک پنجم جمعیت آن نیز قادر به تکلم به زبان ولزی هستند.
ولز زبان ویژه خود را دارد که از ریشه سلتی است. در سال ۱۴۸۵ هنری هفتم به عنوان اولین ولزی به پادشاهی انگلستان رسید. در دوران پسر او، هنری هشتم، در سال‌های ۱۵۳۵ و ۱۵۴۲، در پی چندین اقدام و قانون‌گذاری از سوی انگلستان، قوانین ولز در قانونی تحت عنوان «قوانین اتحاد (Acts of Union)» همان قوانین پادشاهی انگلستان شد. از آن زمان به بعد ۲۷ ولزی عضو مجلس انگلستان شدند. در قانونی دیگر مصوب سال ۱۹۶۷، بخشی از قوانین قدیم لغو شد که به موجب آن اساساً ولز دیگر را به‌عنوان یک نهاد مجزا از نظر قانونی (اما در داخل بریتانیا) تعریف کرد. پس از این تاریخ نیز دولت و مجلس ولز تلاش‌هایی برای رسیدن به برخی از وجود قوانین مصوبه قبل از ۱۵۳۵ و ۱۵۴۲ انجام داده است.
ولزی‌ها از ریشه هندواروپایی و زبان آن‌ها نیز از خانواده هندواروپایی است. نام ولز از واژه ژرمنی والها (Walha) آمده که خود آن نیز احتمالاً از نام قوم سلتی ولکی‌ها (Volcae) گرفته شده است. نام والونی در بلژیک، والاچیا در رومانی و والیس در سوئیس نیز از نام همین قوم گرفته شده است.
گرچه ولز با بقیه بریتانیای کبیر تاریخ مشترک سیاسی و اجتماعی تنگاتنگی دارد اما هویت فرهنگی جداگانه‌ای برای خود حفظ کرده است که بیشتر بر مبنای زبان شکل گرفته است. ولز رسماً دوزبانه است و زبان‌های ولزی و انگلیسی در سطحی برابر رسمیت دارند. بیش از ۵۸۰ هزار ولزی‌زبان در ولز زندگی می‌کنند که حدود ۲۰ درصد از جمعیت ولز را تشکیل می‌دهند.
با برگزاری یک همه‌پرسی در ۱۸ سپتامبر ۱۹۹۷ و رای شهروندان ولز به تشکیل یک مجمع ملی در این منطقه، در سال ۱۹۹۹ تونی بلر از اعطای خودمختاری به ولز حمایت کرد، در یکم ژوئیه ۱۹۹۹ مجمع ملی نیز در ولز گشایش یافت و نخستین حکومت خودگردان ولز پس از ۶۰۰ سال در این ناحیه به وجود آمد. در سال ۲۰۰۰، رودری مورگان به عنوان رئیس مجمع ملی ولز انتخاب شد.
از زمان آغاز به کار مجلس ملی ولز، تمایل برای آموزش زبان ولزی به کودکان این منطقه و احیاء فرهنگ ولزی رو به افزایش بوده است. با این وجود از میان جمعیت ولز تنها یک پنجم جمعیت قادر به تکلم زبان ولز هستند.
سطح پایین‌تر قیمت مسکن و مواد غذایی در ولز، کم‌هزینه‌تر بودن تحصیلات دانشگاهی و همچنین رایگان بودن دارو از تفاوت‌های میان ولز و انگلستان است.
مذاهب رایج در ولز شاخه‌های کالوینیست متدیست، کلیسای ولز، انگلیکان و کاتولیک از دین مسیحیت می‌باشد. واحد پول ولز نیز، پوند استرلینگ با واحد جزء (پنی) نام دارد. ولز در سده‌های گذشته وابسته به معادن فلزات و متالورژی و صنایع دیگر بود. از مهم‌ترین صادرات ولز می‌توان به ماهی، فراورده‌های کشاورزی و دامی اشاره کرد.
از مهم‌ترین شهرهای ولز می‌توان سوانزی، نیوپورت، پمبروک، نیگو، کردبستان و ترنگ
، ابریستویت و هالی هد را نام برد. شمال و مرکز ولز را رشته‌کوه‌های کامبرین فراگرفته، بقیهٔ نقاط نیز عموماً تپه‌ای می‌باشد. بلندترین نقطهٔ ولز، قلهٔ اسنودون با ۱۰۹۰ متر ارتفاع در شمال ولز واقع شده است.
شاهزاده چارلز هنگامی که ۹ ساله بود عنوان شاهزاده ولز به او اعطا شد. دیلان توماس از ادیبان نامدار ولز است.
کاردیف به عنوان مرکز ولز در دهه گذشته شاهد اجرای طرح‌های ساختمانی عمده‌ای بوده که ساختمان جدید مجلس و همچنین یک مرکز خرید مدرن در مرکز شهر، از جمله آنهاست. ساختمان مجلس ملی ولز از جمله ساختمان‌هایی است که نمای خلیج کاردیف را تغییر داده است.

## تاریخچه

نشان سلطنتی ولز

ولز از دوران باستان زیستگاه مردم سلت بوده، رومی‌ها با حمله به بریتانیا از سده ۱ تا ۵ میلادی ولز را در اختیار خود داشتند. سپس آنگل‌ها، ساکسون‌ها و ژوت‌ها به جزیرهٔ بریتانیا یورش بردند ولی دستشان به ولز نرسید، در آغاز قرن ۸ میلادی قبایل گوناگون ولز با همسایگان شرقی خود آنگلوساکسون‌ها وارد جنگ شدند ولی ولزی‌ها که قبایل جنگجویی به‌شمار می‌آمدند قادر بودند حملهٔ دشمنان را خنثی کنند. در سال ۱۰۶۶ میلادی، ویلیام فاتح انگلستان را مقهور قدرت خود ساخت، ارتش نرماندی او در سال ۱۰۹۳ به ولز حمله برد و آن را اشغال کرد. در سال ۱۲۸۲ انگلیس کاملاً ولز را به تصرف درآورد؛ و در سال ۱۲۸۴، اساسنامهٔ رودلان Statute of Rhuddlan حکومت انگلیس را بر ولز رسمی اعلام کرد.
در سال ۱۳۰۱ ادوارد اول ولز را به پسرش واگذار کرد، او بعداً به عنوان ادوارد دوم پادشاه انگلستان شد. در سال ۱۴۰۰ میلادی شاهزادهٔ ولز، اوون گلندوور (Owen Glendower) شورشی را علیه انگلیس رهبری کرد، او چهار سال بعد از قدرت جدا شد. هرچند در سال ۱۴۱۰ قیام او سرکوب شد. در سال ۱۴۸۵ هنری هفتم پادشاه انگلیس شد، او اولین ولزی بود که در تاریخ پادشاهی انگلیس به این سمت می‌رسید. پسر او، هنری هشتم انگلیس و ولز را به وسیلهٔ «قانون اتحاد» در سال ۱۵۳۶ به یکدیگر پیوند داد.
انقلاب صنعتی اقتصاد سنتی ولز را که مبتنی بر کشاورزی و چوپانی بود تهدید می‌کرد. در قرن بیستم، اقتصاد ولز بر پایهٔ تولید زغال‌سنگ بنا نهاده شد. پس از جنگ جهانی اول قیمت زغال‌سنگ افت و سقوط چشمگیری داشت، همین مسئله موجب کسادی اقتصاد و بیکاری گسترده در ولز شد. طی سال‌های اخیر تجدید حیات زبان و فرهنگ ولزی در میان مردم ولز، قدرت و هویت فرهنگ مردم ولز را اثبات کرده است. با برگزاری یک همه‌پرسی در ۱۸ سپتامبر ۱۹۹۷ و رای اتباع ولز به تشکیل یک مجمع ملی در این منطقه نخستین حکومت خودمختار ولز پس از ۶۰۰ سال در این ناحیه به وجود آمد. در سال ۲۰۰۰، رودری مورگان به عنوان رئیس مجمع ملی ولز انتخاب شد.

## سیاست
ولز کماکان فرایند قدرت‌سپاری Devolution از سوی حکومت مرکزی را طی می‌کند و چشم‌انداز استقلال کامل آن از بریتانیا مشخص نیست؛ گرچه به نظر هم نمی‌رسد که بیشتر مردم این کشور در شرایط کنونی خواستار استقلال باشند.
از سال ۱۹۹۹ که با تأیید مجلس عوام بریتانیا، مجلس شورای ملی ولز فعالیت خود را آغاز کرد، به تدریج روند واگذاری اختیارات از پارلمان در لندن به مجلس در کاردیف آغاز شد.
هم‌اینک لندن علاوه بر تعیین بودجه سالانه ولز، مسئولیت تصمیم‌گیری دربارهٔ مسائل ملی مانند سیاست خارجی، امنیت و دفاع را برعهده دارد و حق تصمیم‌گیری دربارهٔ مواردی مانند آموزش، بهداشت، و خدمات اجتماعی به مجلس کاردیف اعطاء شده، هرچند کاردیف کماکان حق قانونگذاری ندارد و مفاد قانونی جهت تأیید به شکل پیشنهاد به مجلس عوام ارائه می‌شوند.
از اقدامات مجلس ملی ولز طرحی منحصر به ولز، موسوم به «بازفعالی» React است که به کارفرماهایی که قصد استخدام کارمند جدید را دارند، بودجه‌ای اختصاص داده تا از طریق آن افراد بیکار شده را آموزش بدهند و جذب کنند.

### بخش‌های اداری
ولز از سال ۱۹۹۶ به ۲۲ بخش تقسیم شده است. بخشداری‌ها در این بخش‌ها مسئولیت آموزش، امور اجتماعی، خدمات زیست‌محیطی و راهداری را برعهده دارند.
| بخش‌های ولز | - بریج‌اند † - بلاینای گونت † - پاویس - پمبروک‌شایر - تورفیم † - جزیره انگلسی - دنبی‌شایر - راندا کنون تف † - رکسهم † - سوانزی * - فلینت‌شایر - کاردیف * - کارمارتن‌شایر - کانوی † - کردیگیون - کرفیلی † - گویند - مرتیر تودفل † - مونمات‌شایر - نیث پورت تالبوت † - نیوپورت * - ویل آو گلمورگن † |

در این نقشه، شهرها با علامت * و بخش‌ها با علامت † نشان داده‌اند. صورت ولزی نام‌ها در نقشه در پایین هر نام آورده شده است.

## صنعت گردشگری
شش درصد از جمعیت ولز در صنعت گردشگری و صنایع مرتبط به کار اشتغال دارند. از سال‌ها پیش دولت این کشور با احداث ۵۰ زمین گلف استاندارد، دعوت از گلف‌بازان بین‌المللی و برگزاری تورنمنت‌های بین‌المللی به توسعه گردشگری گلف و جذب گردشگران ثروتمند گلف‌باز پرداخته است. دولت ولز قصد دارد با معرفی کلیساهای این کشور در کشورهای گوناگون جهان به ویژه کشورهای اروپایی، این کشور را به یک مقصد گردشگری مذهبی تبدیل کند که در این مسیر بر روی جذب گردشگر به کلیسای مشهور «سن وینفرد» برنامه‌ریزی شده است.
این کلیسا که قدمتی در حدود ۶۰۰ سال دارد، هرساله ۳۰ تا ۷۰ هزار بازدیدکننده دارد.

## ورزش

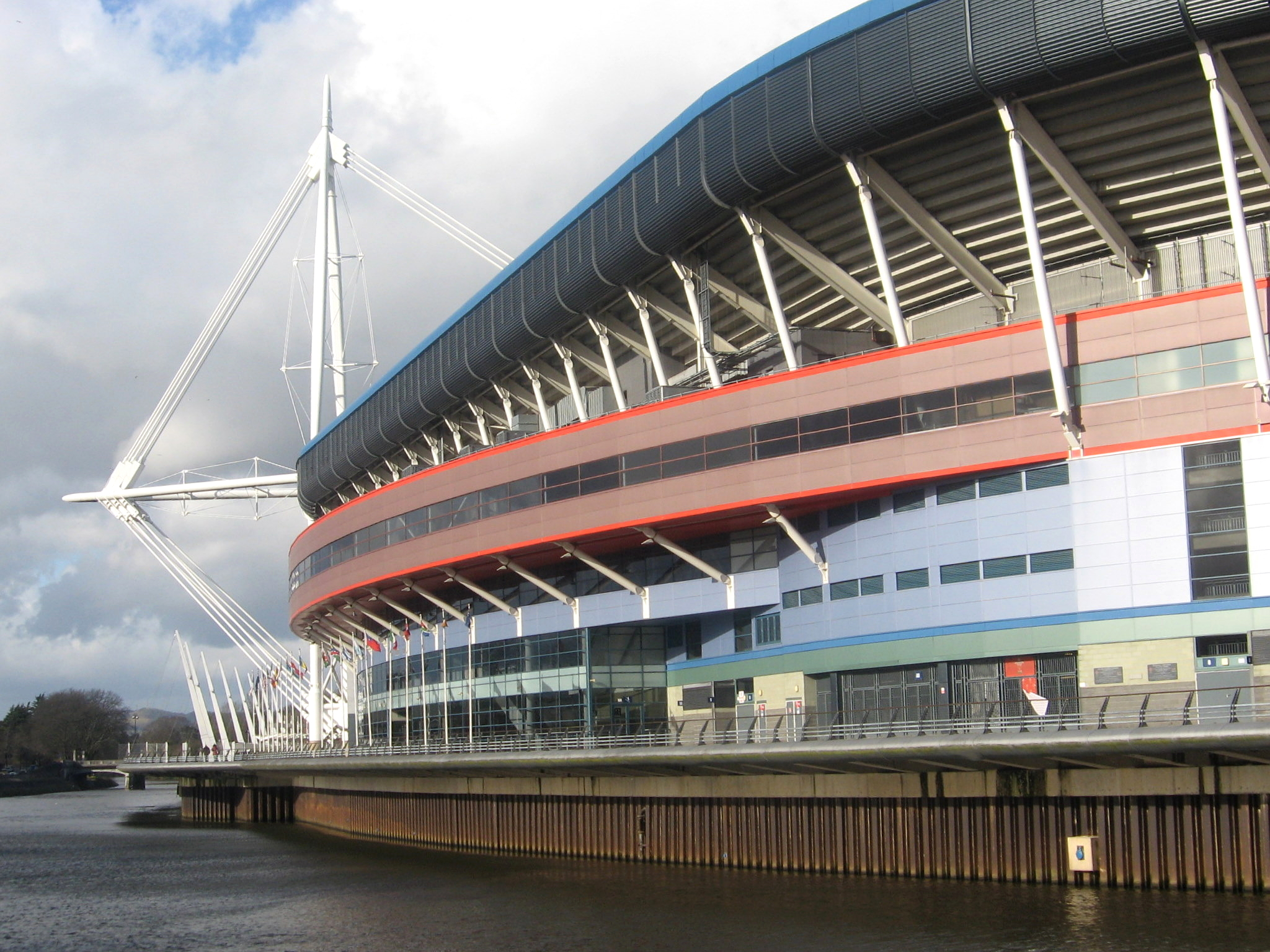
نمای بیرونی استادیوم پرنسیپیتی، کاردیف، ولز

گری اسپید در دسامبر ۲۰۱۰ سرمربی تیم ملی فوتبال ولز شد. پیروزی ۴ بر یک تیم او در دیدار دوستانه با تیم ملی فوتبال نروژ در تاریخ ۱۲ نوامبر، سومین پیروزی پیاپی برای ولز بود. بسیاری از کارشناسان فوتبال امید داشتند که تیم ملی ولز با مربیگری گری اسپید، جایگاه و موقعیت بهتری در عرصه فوتبال جهان دست یابد و پنج پیروزی این تیم در دوران کوتاهی که اسپید هدایت ولز را به عهده گرفت، این خوشبینی را تشدید می‌کرد. اما گری اسپید روز یکشنبه، ۲۷ نوامبر ۲۰۱۱ در خانه‌اش در چستر خودکشی کرد.
رایان گیگز اسطوره تیم فوتبال منچستر یونایتد، یان راش اسطوره تیم فوتبال لیورپول و گرت بیل ستاره اسبق تیم فوتبال تاتنهام و رئال مادرید، اهل کشور ولز هستند.
دوچرخه‌سواری مرداب از ورزش‌هایی است که در ولز انجام می‌شود و چهاردهمین دوره مسابقه‌های دوچرخه‌سواری مرداب در ژوئیه ۲۰۱۱ در ولز برگزار شد.
جو کلزاگی قهرمان مشتزنی میان‌وزن جهان از ولز جایزه بزرگ «بهترین شخصیت ورزشی» سال ۲۰۰۷ میلادی را از آن خود کرد.
ولز در جام جهانی ۲۰۲۲ قطر حضور داشت و با تیم‌های آمریکا، ایران، انگلیس هم‌گروه بود. و نتوانست از گروه خود صعود کند. ولز از ایران ۲ بر صفر شکست خورد. با آمریکا ۱بر۱مساوی کرد. ولز با نتیجه سنگین ۳بر ۰ مقابل انگلیس شکست خورد و با یک امتیاز نتوانست از گروه خود صعود کند. از آن گروه تنها انگلستان و آمریکا به دور حذفی صعود کردند و ایران و ولز از صعود بازماندند.